# 톰 피니

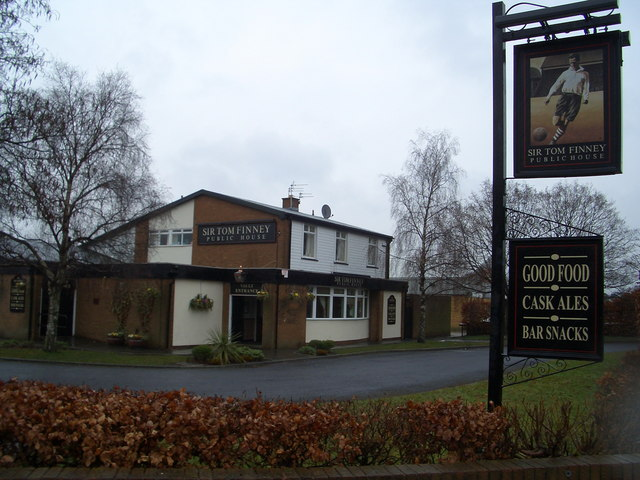
프레스턴 인근에 위치한 톰 피니의 이름을 딴 술집

톰 피니 경(Sir Tom Finney, CBE, 1922년 4월 5일 ~ 2014년 2월 14일)은 잉글랜드의 축구 선수이다.
1946년 프레스턴 노스 엔드 FC에서 데뷔했으며, 1960년까지 리그에서 433경기에 출전해 187골을 기록하는 등 총 569경기에 출장해 프레스턴 노스 엔드와 프리미어리그를 대표하는 원 클럽맨으로 자리잡았다. 이후 1963년 북아일랜드의 리즈번 디스틸러리 FC 소속으로 활약했으며, SL 벤피카와의 유러피언컵 경기에서 은퇴를 선언하였다.
또한 1946년 잉글랜드 축구 국가대표팀에 정식으로 데뷔한 뒤, 총 76경기에 출전해 30골을 넣어 국가대표팀 최다득점 6위를 기록하고 있으며, FIFA 월드컵에 3번(1950년, 1954년, 1958년) 참가하기도 했다.
은퇴 이후 켄들 타운 FC의 구단주를 지냈으며, 2004년 피터 호지킨슨이 피니를 소재로 한 조각상인 스플래시를 만들어 국립 축구 박물관에 전시하기도 했다. 2006년에는 피니가 프레스턴 노스 엔드에 입단한 지 60년이 되는 해를 기념하기 위해 구단 차원에서 팬들을 초청해 행사를 열었다.
2014년 2월 14일 사망했으며, 잉글랜드 축구 협회 및 보비 찰턴, 빌 섕클리 등 다수의 축구 관계자들이 조의를 표했다.

## 수상

#### 프레스턴 노스 엔드
- 세컨드 디비전 : 1950-51
- 워 컵 : 1941

#### 잉글랜드
- 브리티시 홈 챔피언십 : 1946–47, 1947–48, 1949–50, 1951–52, 1952–53, 1953–54, 1955–56, 1956–57, 1957–58, 1958–59

### 개인
- FWA 올해의 선수 : 1954, 1957
- 풋볼리그 레전드 100인 : 1998
- 잉글랜드 축구 명예의 전당 : 2002
- SPFA 공로상 : 2006
- 프레스턴 시 명예 시민 : 1979
- 랭커스터 대학교 명예 법학 박사 : 1998
- Myerscough 대학 명예 동문 : 2007

## 서훈
- 1962년 대영 제국 훈장 4등급(OBE) 수훈
- 1991년 대영 제국 훈장 3등급(CBE) 수훈
- 1998년 기사작위(Knight Bachelor) 서임